# Goldach
Goldach je obec na východě Švýcarska v kantonu St. Gallen. Žije zde přibližně 9 300 obyvatel.

## Geografie
Goldach leží na jižním břehu Bodamského jezera na železniční trati Rorschach–St. Gallen a na trati podél jezera z Rorschachu do Schaffhausenu. Goldach sousedí na severovýchodě s městečkem Rorschach, na jihovýchodě s Rorschacherbergem, na jihu s Untereggenem, na jihozápadě s Mörschwilem, na západě s Tübachem a na severozápadě s exklávou kantonu Thurgau, obcí Horn, která rovněž leží na břehu Bodamského jezera. Obcí protéká stejnojmenná řeka Goldach, která tvoří hranici s Mörschwilem a Hornem a vlévá se do Bodamského jezera. Rokle Goldachtobel a les Rantelwald na jihu obce tvoří místní rekreační oblast obce.

## Historie

Letecký pohled (1927)

První zmínka o Goldachu pochází přibližně z roku 790 jako Goldaha. Goldach vznikl z alemanské osady v raném středověku. V 8. a 9. století získal klášter St. Gallen darem a koupí značné pozemky v Unter-Goldachu. Práva panství drželi páni z Rorschachu jako dědičné léno; klášteru se vrátila až v roce 1449. Pánem panství Ober-Goldach bylo vrchnostenské biskupství v Kostnici. Až do roku 1399 byli páni ze Sulzbergu správci stejnojmenného hradu (dnes Möttelischloss, v soukromém vlastnictví). V roce 1463 se opatovi Ulrichu Röschovi podařilo začlenit Goldach do knížecího státu tím, že odkoupil jurisdikci nad Ober-Goldachem od bratří Gnäpserů ze St. Gallenu, majitelů hradu Sulzberg, a vyměnil lenní práva nad Ober-Goldachem s kostnickým opatstvím za zastavené panství Horn (poslední práva a zboží kostnického opatství však byla vykoupena až v roce 1749). V roce 1463 obdržel Goldach také další práva. V roce 1469 byl Untereggen začleněn do soudního spolku Goldach, který existoval až do helvétské éry. Výstavba krytého mostu přes Goldach kolem roku 1480 umožnila vytvořit přímé spojení se St. Gallenem. V roce 1826 se Goldach oddělil od Mörschwilu a stal se samostatnou politickou obcí.
V roce 1961 prodával obchod s jízdními koly Hanse Müllera jemná závodní kola s ocelovými rámy s uchy a hliníkovými ráfky s plochými patkami. Značka Goldia je odvozena od názvu obce. Na hliníkové ceduli je vyobrazen znak Goldachu a větrný mlýn.
V roce 2007 uvažovaly obce Rorschach, Rorschacherberg a Goldach o fúzi. Kvůli nižší daňové sazbě Goldachu se však ukázalo jako politicky neuskutečnitelné, v roce 2014 se konalo další referendum. Cílem tohoto hlasování bylo dát obecním zastupitelstvům mandát k důkladnému prozkoumání a k definitivnímu hlasování o sloučení do dvou let. Toto referendum v zásadě, stejně jako předchozí, obce Goldach a Rorschacherberg jasně odmítly a město Rorschach jej jasnou většinou přijalo.

## Obyvatelstvo

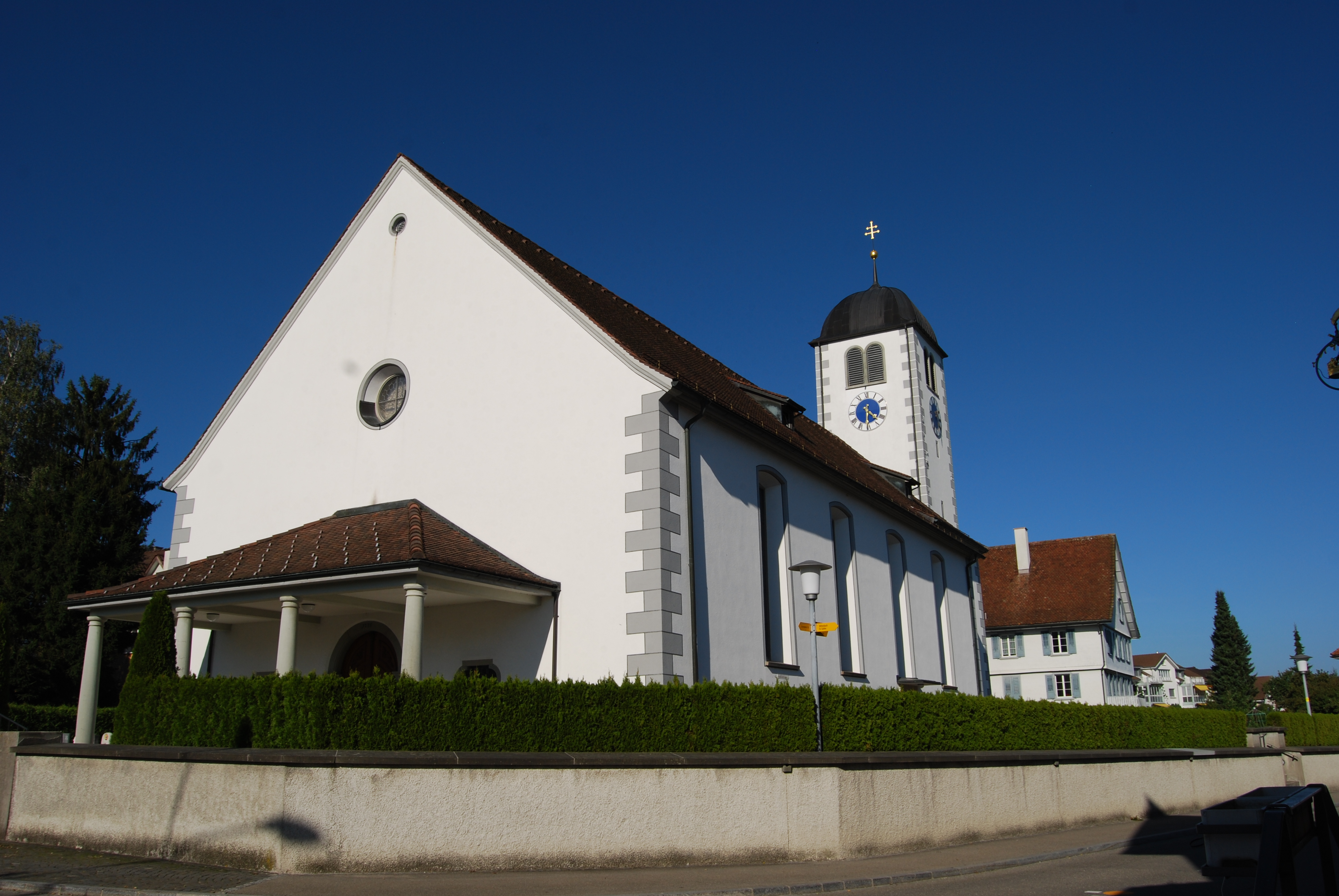
Katolický kostel

| Vývoj počtu obyvatel | Vývoj počtu obyvatel | Vývoj počtu obyvatel | Vývoj počtu obyvatel | Vývoj počtu obyvatel | Vývoj počtu obyvatel | Vývoj počtu obyvatel | Vývoj počtu obyvatel | Vývoj počtu obyvatel |
| -------------------- | -------------------- | -------------------- | -------------------- | -------------------- | -------------------- | -------------------- | -------------------- | -------------------- |
| Rok                  | 1850                 | 1900                 | 1950                 | 1980                 | 2000                 | 2010                 | 2019                 |                      |
| Počet obyvatel       | 785                  | 2278                 | 3849                 | 7940                 | 8441                 | 9065                 | 9504                 |                      |

## Hospodářství

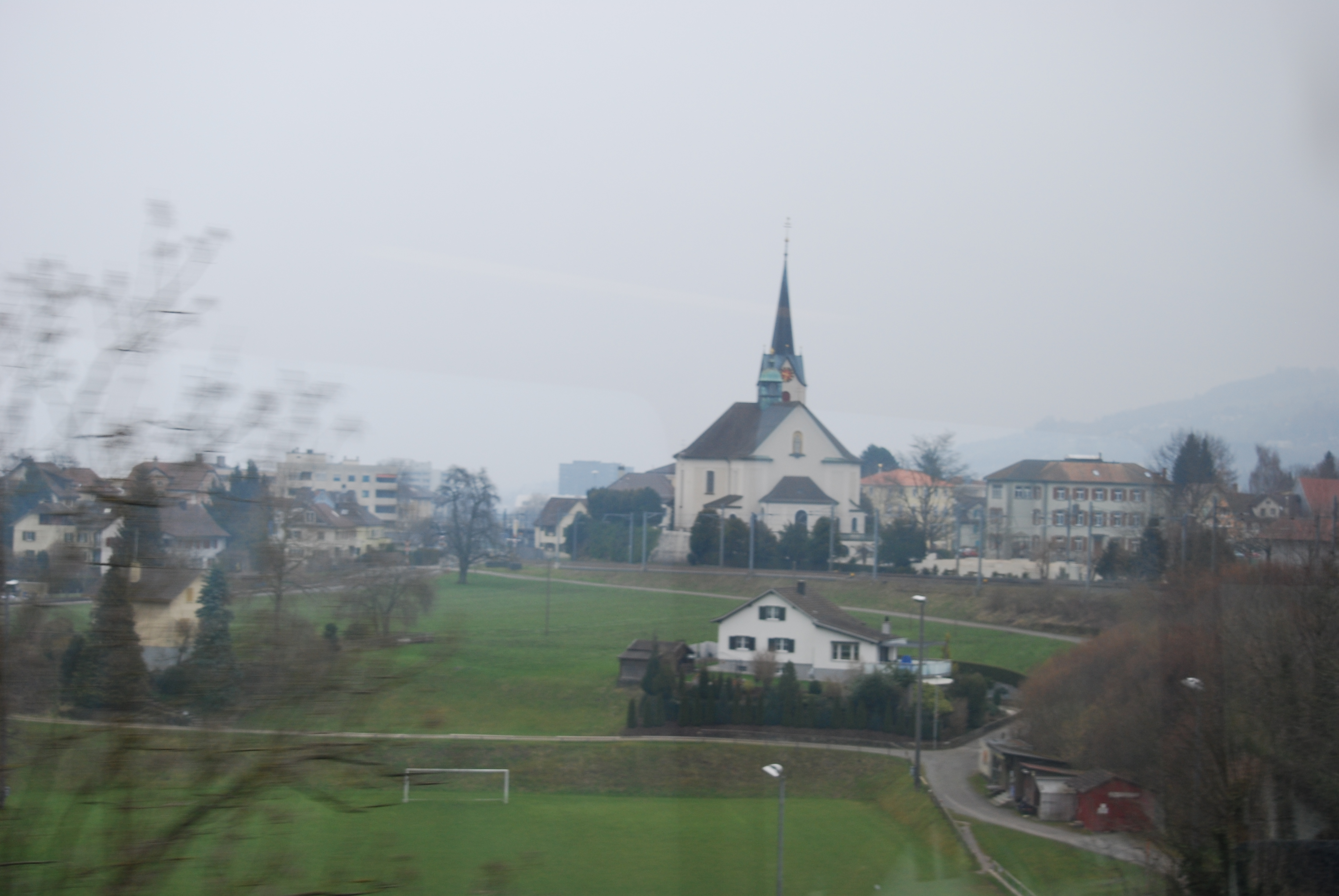
Pohled na obec z vlaku

Vedle zemědělství a vinařství, povoznictví a mlýnů (výstavba mlýna Bruggmühle v blízkosti obilného trhu v Rorschachu roku 1670) se v 17. století objevilo plátenictví. Kolem poloviny 19. století začal hospodářský vzestup, který byl rozpoznatelný podle rostoucího počtu obyvatel, postupného slučování obcí Ober-Goldach a Unter-Goldach (sloučení 1889) a nárůstu obchodních a průmyslových provozů využívajících dostupnou vodní sílu (regulace Goldachu 1891, zakrytí potoka v obci 1895). V roce 1855 byl Bruggmühle rozšířen na velký mlýn. V roce 1857 byla otevřena pila, v roce 1862 pila na žulu a mramor a v roce 1886 továrna na výrobu rolet. Mlýn Neumühle byl v provozu od roku 1872 do roku 1900. V letech 1880 až 1910 vzkvétal vyšívací a oděvní průmysl, v této době byla postavena železniční stanice a vznikla průmyslová zóna Riet. Město St. Gallen zde v roce 1895 postavilo první čerpací stanici pitné vody a v roce 1903 městskou plynárnu, která byla v roce 1969 uzavřena. Úpadek vyšívacího průmyslu a první světová válka vedly k přerušení hospodářského rozvoje, ale v meziválečném období došlo k počátečnímu oživení založenému na široké škále průmyslových odvětví (továrny na kovy a žiletky, tisk a vydavatelství, kosmetika). Po roce 1945 se Goldach zpočátku vyvíjel jako čistě průmyslová obec. Od 50. let 20. století expandovaly do Goldachu podniky sídlící v Rorschachu (Roco-Konserven, Feldmühle, hliníkárna), které zaměstnávaly několik tisíc pracovníků.

## Doprava
Goldach má vlastní železniční stanici na hlavní trati Rorschach–St. Gallen. Nádraží je obsluhováno 4 autobusovými linkami, které zajišťují spojení do okolních obcí.
V roce 2019 schválili voliči Goldachu a Rorschachu připojení obce k dálnici A1 (díky příspěvku Rorschachu na náklady). Projekt zahrnuje dálniční napojení v Goldachu Witen na jihu obce a kantonální silnici odtud k jezeru. Projekt by měl být dokončen po roce 2028.